# СССР-В8
СССР В-8 — советский дирижабль полужёсткого типа, построенный «Дирижаблестроем» в городе Долгопрудный.

## Описание
СССР В-8 был построен в 1936 году. Дирижабль эксплуатировался до 1938 года.
В феврале 1940 года в СССР было принято решение о временной консервации строительства и эксплуатации дирижаблей. СССР В-8 был разобран 10 марта 1940 года.